# Roland et Sabrina Michaud
Pour les articles homonymes, voir Michaud.
Roland Michaud, né le 23 septembre 1930 à Clermont-Ferrand (France) et mort le 26 mai 2020 à Paris, et Sabrina Michaud, née le 2 juin 1938 à Rabat (Maroc), forment un couple de photographes voyageurs français spécialistes des civilisations de l’Islam, de l’Inde et de la Chine. Épris de découvertes et de rencontres, ils ont ensemble parcouru et photographié le monde pendant près de 60 ans.
A travers leurs reportages et leurs nombreuses publications, ils ont signé un témoignage ethnographique, poétique et documentaire unique, se distinguant notamment avec leurs « jeux de miroirs » : des mises en face à face de photographies archétypiques de la vie quotidienne contemporaine avec des figurations ancestrales, telles que des peintures, des sculptures, des bas-reliefs ou des miniatures, qui se font écho, se répondent à des siècles de distance dans une sorte de permanence. En 2009, ils reçoivent notamment le Prix des lecteurs du magazine ChinePlus (catégorie culture) pour leur livre La Chine dans un miroir.
Lauréats en 2015 du Prix International Planète Albert Kahn (catégorie Photographie) pour l’ensemble de leur œuvre, Roland et Sabrina Michaud sont membres des agences akg-images et Gamma-Rapho, de la Fondation Leica depuis 1986 ainsi que de la Société des gens de lettres. Tout au long de leur carrière, ils sont restés fidèles à la photographie argentique.

## Biographie

### Randonnée en Laponie
A vingt ans, Roland a la passion du voyage et, avec le vélo de randonnée que ses parents lui ont offert pour l’obtention de son baccalauréat, il entreprend un voyage solitaire de 85 jours en Europe du Nord qui le conduira jusqu’en Laponie. Il en rapporte ses premières photographies en noir et blanc réalisées avec un appareil Kodak de 1894 ayant appartenu à son grand-père. De cette première aventure, il ne reste qu'un petit livre vert dans lequel Roland annonce, en guise d'introduction, ce qui le guidera dans ses futurs voyages et rencontres : « Il ne faut voir chez les autres que ce qui est meilleur que chez soi... ce qui est inférieur là-bas ne m’intéresse pas. Ne vous attendez donc point à m'entendre dire : "c'était moins beau, moins bien ou moins bon". » Après un deuxième périple à bicyclette jusqu'en Finlande (1952) et un séjour d’études en Grande-Bretagne pour préparer une licence d'anglais (1954), Roland part l'année suivante en auto-stop au Moyen-Orient avec son frère cadet Jean-Claude ; où il prend ses premières photos couleurs. Les deux jeunes voyageurs décrivent leur aventure dans un récit resté inédit : École buissonnière en Perse. Et c'est déjà à Ispahan en Iran que l’idée des « jeux de miroirs » commença à germer dans l'esprit de Roland. Car, lors de sa visite du palais de Chehel Sotoun (qui signifie « quarante colonnes » en persan), il observa que si celui-ci n'en comptait réellement que la moitié, les vingt autres n'étaient pas pour autant manquantes puisqu'elles apparaissaient dans le bassin miroitant qui prolonge le bâtiment.

### L'aventure éthiopienne
Au Maroc en 1956 pour son service militaire, Roland rencontre Sabrina qu'il épouse le 23 octobre 1958 à Rabat. Il se passionne alors pour la civilisation musulmane et travaille comme journaliste, traducteur et professeur de français.  Dès 1959, le couple s’installe à Paris où Roland enseigne l’anglais au lycée Janson-de-Sailly. Pourtant, leur désir de voyager reste fort et en lisant Les Mille et Une Nuits (leur livre de chevet), ils rêvent d’une existence plus colorée et plus lumineuse : « Le vrai problème, c’est de donner un sens à sa vie, d’acquérir un art de vivre et de savoir que ce que l’on fait a un sens. Ça c’est très important et ce n’est pas du tout à la mode dans nos pays. On court, on court, on veut tout, on veut rien, on est dans la confusion, on ne veut pas parler des vrais problèmes. » Si bien qu'entre 1960 et 1962, au volant de leur 2CV Citroën « Zafric », le couple se lance dans une première expédition photographique en Afrique orientale, mais aussi au Yémen, sur la péninsule d'Arabie. Cette aventure de 17 mois, qu'ils baptiseront « Zig Zag », leur vaudra de remporter un prix au Challenge mondial de la couleur (Kodak/Air France - Jours de France) et le Prix Citroën pour la qualité de la documentation photographique rapportée. À partir de 1963, ils publient leurs premiers reportages dans la presse, notamment L’Éthiopie à la belle étoile dans le magazine Camping-Plein air.

### L'expédition caméléon

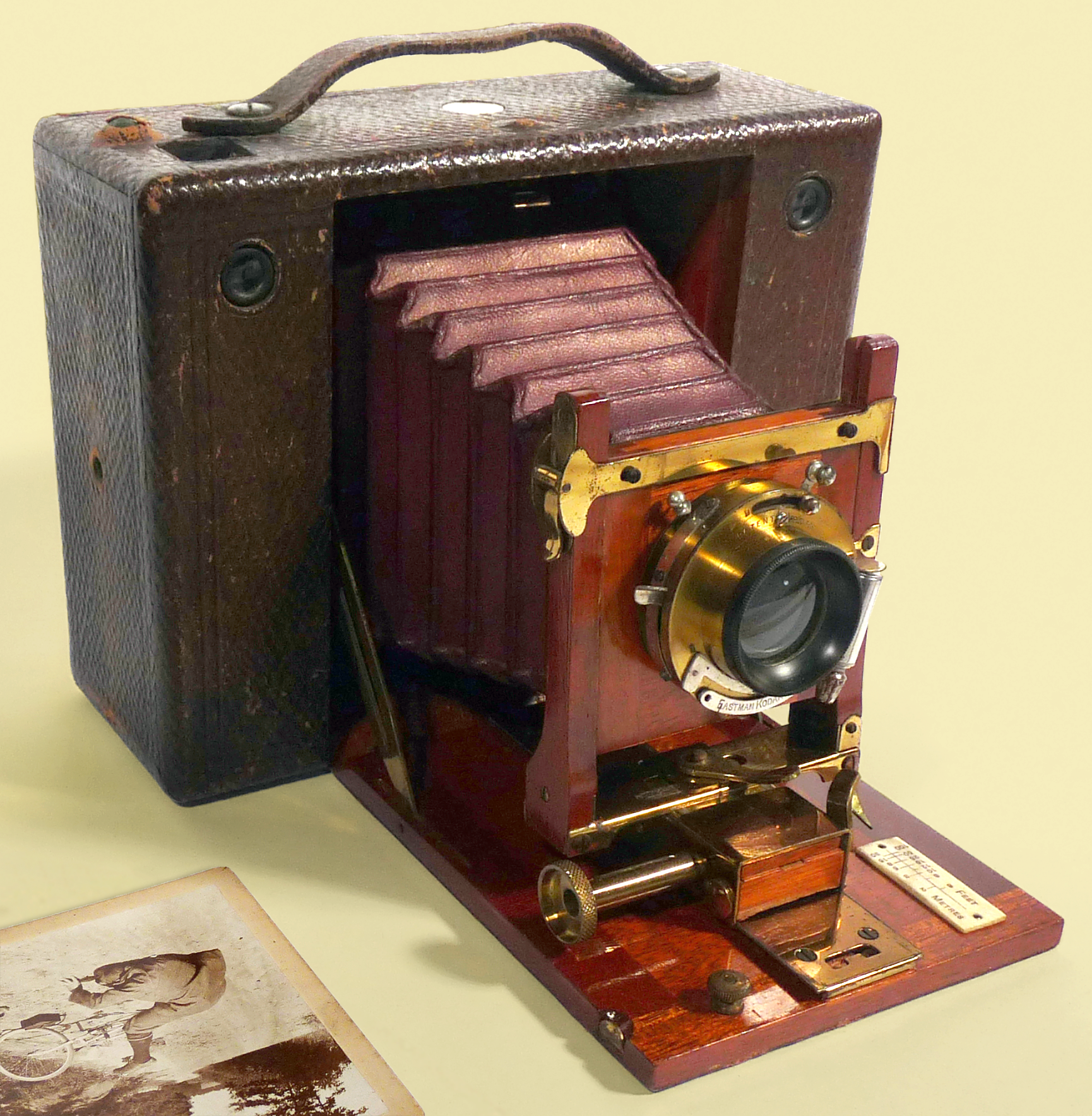
Premier type d'appareil photographique utilisé par Roland Michaud : Eastman Kodak, modèle 2 (vers 1890).

Toujours bien décidé à vivre un métier de passion, le couple travaille et économise pour s’équiper du meilleur matériel photographique et d’une voiture qui puisse s’aventurer hors des sentiers battus, une mini-jeep autrichienne de marque Steyr-Push Haflinger surnommée « Zazie ». Un jour du printemps 1964, Roland et Sabrina donnent alors le coup d’envoi de l’expédition « Caméléon », un voyage transasiatique qui les conduira de Paris à Singapour et retour. Quatre ans et demi plus tard, après avoir décrit une boucle de 85 000 km, rapporté plus de trente-quatre mille négatifs et diapositives ainsi qu'une expérience précieuse des nombreux pays traversés, ils sont de retour en France. Leur fils Romain naît en janvier 1969. Et l’année suivante, les Éditions Hachette Réalités publient le premier livre des jeunes parents voyageurs et photographes : L’Afghanistan, un véritable choc esthétique et éditorial puisque cet ouvrage, vendu à 180 000 exemplaires, révèle la beauté d’un pays pratiquement inconnu du monde occidental. Mais si ce territoire a offert au couple son premier succès de librairie, il lui a également fait la promesse d’un futur grand reportage qui ouvrira une voie dans l’art photographique et conduira toute une génération à suivre les traces de Roland et Sabrina.

### Le premier Pamir
En effet, à l’automne 1967, le retour depuis Singapour est marqué par un arrêt prolongé en Afghanistan. Tandis que Sabrina se repose à Kaboul, Roland part au volant de son mini 4x4 en direction de Khandud, à 800 km de la capitale. De là, accompagné d’un guide, il remonte à cheval le corridor du Wakhan, ce doigt de l’Afghanistan pointé vers le nord-est qui s’enfonce entre le Pakistan et l'Asie centrale soviétique (aujourd'hui Tadjikistan) en direction de la frontière chinoise. En neuf étapes, Roland atteint Tergan Korum, le camp d’été des Kirghizes, une population d’éleveurs itinérants, et fait la connaissance de leur chef Haji Rahman Qul. Sa stature, son allure, son ouverture d’esprit, son accueil ont impressionné le voyageur pour lequel cette rencontre serait du même ordre que celle du moine franciscain Guillaume de Rubrouk, émissaire de Saint Louis, avec le Grand Khan de Mongolie ou même celle de Marco Polo avec Koubilaï Khan. De cette chevauchée dans le Pamir afghan, Roland apprendra qu’au cœur de l’hiver cette population conduit des caravanes de chameaux sur les rivières gelées de la vallée (évitant ainsi les hauts cols bloqués par la neige) dans un trajet aller-retour de 450 km depuis leur camp de base de Mulk Ali (camp d'hiver) jusqu'à Khandud, où ils s'approvisionnent en blé, sucre, thé et autres produits de première nécessité. Ainsi s’est préparée, tant physiquement, humainement que dans une poétique des rêves, la future grande expédition de 1970-1971.

### La dernière caravane

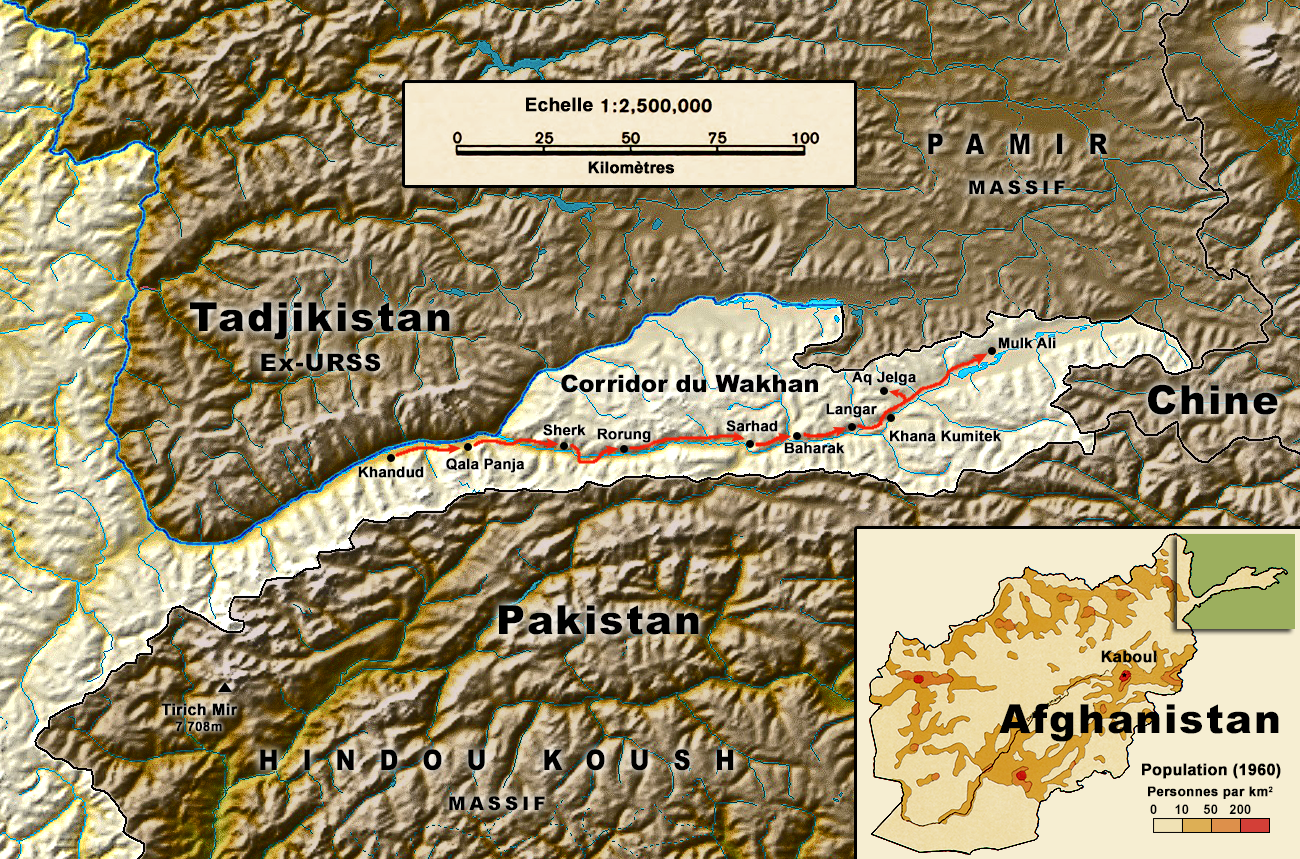
En neuf étapes, le trajet aller de Khandud jusqu'au camp d'hiver de Mulk Ali (environ 230 km à cheval).

De retour en France en 1968, Roland et Sabrina cherchent inlassablement à se documenter sur les caravanes du Pamir afghan, mais nul ouvrage, nul article et, par force, nulle photographie ne témoigne de ces longues marches sur le toit du monde. L’organisation d’un nouveau voyage photographique ne leur prend pas moins de trois années. Mais finalement, au bénéfice d’une autorisation exceptionnelle du roi d’Afghanistan et après une ultime escale organisationnelle à Kaboul, ils mettent le cap sur Khandud et intègrent le 30 janvier 1971 l’une de ces caravanes du Pamir pour un périple à cheval d'une trentaine de jours, dont dix passés au camp d’hiver de Mulk Ali (étape-relais avant d'entreprendre le trajet retour). Sabrina est la seule femme qui ait jamais participé à ces lents cheminements – ces caravanes étant une affaire d’hommes. « Trapu, vêtu de noir des pieds à la tête, coiffé et botté à la russe, Abdul Wakil [le fils de Haji Rahman Qul] nous accueille sans cérémonie. A 4 000 m, dans un décor grandiose et féerique de haute et lointaine Asie, nous partageons les épreuves et les joies d’une caravane de dix-sept chameaux bravant la neige, la glace et le vent ; nous assistons, là où l’argent n’existe pas, au troc qui s’instaure – 150 kg de grains contre un mouton [...] Nous participons à la vie incroyablement difficile de ces nomades kirghizes coupés du monde, pour qui l’être est plus important que l’avoir. [Une fois arrivée au camp d'hiver], de par ses origines orientales, Sabrina pénètre dans l’intimité des femmes gardiennes de la tradition. Cette expérience de la vie caravanière ne prend toute sa dimension que dans l’échange avec nos compagnons. Nous accédons à un univers mental si étranger au nôtre qu’il en est parfois incompréhensible. » L’oeuvre photographique née de ces aventures reste exceptionnelle, tant par son authenticité et sa rigueur que par ses qualités esthétiques. De telle manière qu'en avril 1972 déjà, le National Geographic américain, qui tirait alors à douze millions d'exemplaires, publie en exclusivité leur remarquable reportage sous le titre de Winter Caravan to the Roof of the World (Caravane d'hiver sur le toit du monde). C'est pour le couple la consécration et « l'aventure la plus exceptionnelle que l'on ait vécue ».

### La tradition musulmane
L'année suivante, à la suite d'un voyage au Turkestan afghan avec leur fils Romain âgé de 4 ans et demi, le même magazine américain publie le reportage Turkomans Horsemen of the Steppes (Turcomans, audacieux cavaliers des steppes). Vient alors un séjour d'étude de Roland avec son frère en Corée du Sud (qu'ils réitéreront en 1980), puis une nouvelle escapade en famille dans les montagnes du Karakoram au Pakistan. En 1975, pour le compte du World of Islam Festival qui se tiendra l’année suivante à Londres, le couple part six mois en mission photographique portant son attention sur l’architecture et l’art islamique (Tunisie, Maroc, Turquie, Iran, Égypte et Syrie). A l’issue de cette manifestation, deux livres de référence sont publiés :  Art of Islam et Islamic Science ; Kodak organise leur première exposition photo Miroirs afghans. En 1977, les éditions du Chêne publient Caravanes de Tartarie. Le livre épuisé en trois mois attire l'attention des critiques et du public. Edité dans plusieurs pays et réédité en France, son tirage atteint 150 000 exemplaires. Un record pour l'époque (1978). Infatigables voyageurs et répondant à une commande du magazine Geo Allemagne, Roland et Sabrina repartent en expédition avec leur fils et sillonnent 15 mois durant (d'octobre 1977 à décembre 1978) la Turquie, l'Iran, l'Afghanistan, le Pakistan et l'Inde en camping-car, moyen de transport familial qu'ils privilégieront encore une fois en 1987 pour un périple de huit mois en Inde. Dans ľintervalle, ils publient en 1980 L'Orient dans un miroir,  autre ouvrage de référence dans lequel des siècles de culture se cristallisent, un résultat de quatorze années de réflexion et de travail ethnographique sur la continuité, la permanence de la civilisation islamique.

### L'Inde immémoriale
Dès le début des années 1980, Roland et Sabrina se spécialisent sur l'Inde. Les voyages se poursuivent et se succèdent au point que le couple y réalisera pas moins de 26 expéditions, dont 7 durant la mousson. « Pendant des années nous avons évité ce phénomène naturel dangereux, mais nous avons découvert qu’il donne la clef de l’Inde car il exprime le tempérament indien, trop passif ou trop violent, comme la pluie, trop rare ou bien diluvienne [...] On a mis beaucoup de temps à assimiler l’Inde, à absorber ce pays qui est un monde en soi, le résumé du monde » explique Roland en insistant sur le fait qu’à chaque instant, en Inde, le voyageur attentif constate la pérennité des gestes, des attitudes, des us et des coutumes malgré les changements du monde. « Nous avons refusé le numérique par fidélité à ce que l’Inde nous a appris ». En 1985, les éditions Chêne publient L'Inde des mille et une nuits, livre qui mêle photos de l'Inde et extraits des contes éponymes, faisant coïncider le rêve et la réalité. On y « retrouve » Shéhérazade, Sindbad, Aladin et Ali Baba. Cinq ans plus tard, après un treizième voyage en Inde et alors que L'Inde dans un miroir sort aux éditions Nathan, Roland traverse la Mongolie à cheval en tant que photographe d'une expédition scientifique franco-mongole qui retrace l'itinéraire du moine franciscain Guillaume de Rubrouck.

### L'Extrême-Orient
C'est en 1965 que Roland voyage pour la première fois en Chine. Mais malgré son désir de découvrir ce pays, son voyage se limite à la visite guidée de quelques grandes villes. Il y retourne en 1988 avec son fils, sillonne la route de la soie en 4x4, et explore la Chine profonde. Puis, à partir de 1995, Roland et Sabrina élargissent leur expérience de l'Extrême-Orient et se lancent dans une série de voyages dans l'Empire du Milieu (14 en tout). Sur une douzaine d'années, ils partent sans itinéraires précis à la recherche d'une Chine authentique, avec son peuple, ses traditions, et tentent de la capturer aux plus beaux instants. Le couple se contente d’avancer, se laissant guider au gré des rencontres, hors des circuits touristiques, ce qui lui permet d'explorer de manière inédite une terre lointaine et jusqu'alors méconnue en occident. Durant toutes ces années, « nous avons été invités à des mariages comme à des funérailles, parfois par les habitants qui nous conviaient à un événement, d'autres fois par notre guide-chauffeur Da Hai, jeune peintre chinois avec qui nous avons partagé la même sensibilité pour la nature et pour l'art ». Leur premier livre sur la Chine est publié à l'Imprimerie Nationale en 2000 sous le titre La Grande Muraille de Chine.

### Retour en France
Si le livre a été le moyen d'expression privilégié des Michaud, leurs images ont également été exposées aux 4 coins de la France : Salon de la photo de Paris, Fnac, Visa pour l'image. En 2000, faisant écho à la sortie de La grande muraille de Chine, les photos de ce livre sont présentées au Petit Palais à Paris en parallèle avec l'exposition archéologique « Chine, la gloire des empereurs ». Deux ans plus tard, le « Printemps afghan » s'affiche sur les grilles du Palais Bourbon à Paris. Puis, à l'occasion de leurs 50 ans de photographie et du 80e anniversaire de Roland, le couple montre à voir en 2010 « Voyageurs d'Orient » à la villa Tamaris à La Seyne-sur-Mer. Vient alors en 2012 « L'Inde et l'Orient dans un miroir » au Château de Courcelles de Montigny-lès-Metz. Et finalement, plus près de nous encore (fin 2018), c'est au tour du Kiosque culturel de Vannes d'exposer « Voyageurs en Quête de Lumière », une rétrospective sur 60 années de découvertes, de réflexions et de rencontres souvent exceptionnelles avec la nature et les hommes.
Tout au long de leur carrière professionnelle commune, Roland et Sabrina ont été inspirés par Les Mille et Une Nuits, une œuvre littéraire qui les a rendus sensibles aux mystères de l’Orient et a renforcé leur détermination d’être voyageurs et de faire de belles photos correspondant à leurs propres émotions et à leur vision intuitive de poètes, sans se plier à l’actualité. Eux-mêmes ont rêvé au départ, ce qui leur a permis de faire rêver les autres. L'un et l'autre se définissent comme des voyageurs plus que des photographes. « Le voyage est inhérent à l'homme : que faisons-nous dans cette vie de la naissance à la mort sinon voyager? » Ce qu'il y a d'instantané dans la photo vient chez eux après le temps long accordé à la contemplation. « Prendre le temps c'est très physique, c'est indispensable si l'on veut faire quelque chose dans la vie. Prendre son temps : le faire sien », conclut Sabrina.

## Publications
Sauf mention contraire, toutes les photographies des livres mentionnés sont de Roland et Sabrina Michaud.
- L'Éthiopie, Silva Verlag, Zurich, 1968 - édition italienne
- L’Afghanistan, présentation de Joseph Kessel, Hachette Réalités, Paris, 1970
- L’Expédition Caméléon, quatre ans et demi d’aventures en Orient, SNEP, Paris, 1970
- Afghanistan, Silva Verlag, Zurich, 1974 - édition italienne
- Art of Islam, texte de Titus Burckhardt, photographies de Roland Michaud, World of Islam Company, 1976  (ISBN 0-905035-00-3)
- Islamic Science, texte de S.H. Nasr, photographies de Roland Michaud, World of Islam Company, 1976 - édition arabe (Tunisie)  (ISBN 0-905035-02X)
- Caravanes de Tartarie, Éditions du Chêne, Paris, 1977   (ISBN 2-85108-149-7) (BNF 34592672) - éditions allemande, anglaise, italienne, espagnole et américaine[note 8]
- Voir la Turquie, Hachette Réalités, Paris, 1977
- Inde, Éditions SNEP, Paris, 1978
- Rêve indien, Éditions AGEP, Marseille, 1980
- Mémoire de l’Afghanistan, Chêne, Paris, 1980  (ISBN 2851082647) - éditions allemande, anglaise et américaine
- L’Orient dans un miroir, préface de Nadjm Oud Din Bammate, Hachette Réalités, Paris, 1981  (ISBN 2-01-007379-7) - éditions arabe (Beyrouth), anglaise, allemande, italienne et américaine
- Corée de jade, texte de Jean-Claude Michaud, Chêne, Paris, 1981  (ISBN 2-85108-284-1) - éditions anglaise, espagnole et américaine
- La Route d’or de Samarkand, Chêne, Paris, 1983  (ISBN 2-85108-325-2)
- L'art de l'Islam (Titus Burckhardt, photographies de Roland Michaud), Sindbad, Paris, 1985  (ISBN 2727401167)
- L’Inde des mille et une nuits, Chêne, Paris, 1985  (ISBN 2-85108-376-7) - éditions anglaise, allemande et américaine
- Le Livre de Babur, Imprimerie Nationale, Paris, 1986
- Turkey, Thames & Hudson, Londres, 1986  (ISBN 9780500241264) - éditions française et italienne
- Les Cavaliers, Nathan, Paris, 1988  (ISBN 2-09-290040-4) - éditions anglaise et allemande
- L’Inde dans un miroir, Nathan, Paris, 1990  (ISBN 2092400525) - édition anglaise
- Derviches du Hind et du Sind, présentation par Anne-Marie Schimmel, préface de Jacques Lacarrière, Éditions Phébus, Paris, 1991  (ISBN 2-85940-179-2)
- Voyage dans l’Empire mongol – 1253-1255, de Guillaume de Rubrouck, traduction et commentaires de Claude-Claire Kappler et René Kappler, photographies de Roland Michaud, Imprimerie nationale, Paris, 1993  (ISBN 2-11-081197-8)
- Faïences d’azur, texte de Michael Barry, Imprimerie Nationale, Paris, 1995  (ISBN 2-7433-0050-7) - éditions allemande, anglaise et américaine
- Paroles des sages de l'Inde, texte de Marc de Smedt, Albin Michel, Paris, 1995  (ISBN 2226089993)
- La Grande Muraille de Chine, texte de Michel Jan, Imprimerie nationale, Paris, 2000  (ISBN 2-7433-0376-X) - éditions allemande, anglaise et américaine[note 9]

- Prix Alfred-Verdaguer 2001 de l’Académie française
- Les Kâma-sûtra, texte de Vâtsyâyana, traduit par Jean Papin, Zulma, Honfleur, 2000  (ISBN 978-2-84304-243-0)
- Chasse à l’aigle chez les Kazakhs, Picquier, Arles, 2001  (ISBN 2-87730-547-3)
- Afghanistan, préface d’André Velter, La Martinière, Paris, 2002  (ISBN 2-7324-2877-9) - éditions allemande et américaine
- Le Voyage des Indes, texte d‘Olivier Germain-Thomas, Imprimerie Nationale, Paris, 2003  (ISBN 2743304685) - éditions allemande et américaine
- L'Orient dans un miroir, La Martinière, Paris, 2003  (ISBN 9782851083357) - éditions allemande, américaine et anglaise
- Marco Polo, le devisement du monde, traduit, présenté et annoté par René Kappler, Imprimerie Nationale, Paris, 2004  (ISBN 2-7433-0516-9)
- Des dieux et des hommes, la danse cosmique de l’Inde, Chêne, Paris, 2006  (ISBN 2842776550) - édition italienne[note 10]
- La Chine dans un miroir, préface de Cyrille Javary, Flammarion, Paris, 2008  (ISBN 978-2-0812-0329-7) - édition anglaise et italienne[note 11]
- L'Asie des Tartares : rencontre avec Siyah Qalem, maître du Calame Noir, préface de Thierry Zarcone, Gallimard, Paris, 2011  (ISBN 978-2-74-243098-7)[note 12]
- Les Mille et Une Nuits - Contes choisis, Éditions du Seuil, Paris, 2011  (ISBN 978-2-02-104365-5)
- Voyage en quête de lumière, Éditions de la Martinière, 2015  (ISBN 978-273246978-2)
- L'Inde dans un miroir, Éditions Hozhoni, Paris, 2016  (ISBN 978-2-37241-015-1)
- Mousson, Éditions Paulsen, Paris, 2020  (ISBN 978-2-37502-099-9) - Le livre testament de deux des plus grands photographes voyageurs contemporains